# Aparat polowy AP-82
Aparat polowy AP-82 – przenośny aparat telefoniczny przystosowanym do pracy w naturalnym paśmie akustycznym w systemach zasilania MB i CB stosowany w jednostkach Sił Zbrojnych Rzeczypospolitej Polskiej.

## Charakterystyka
Telefon  AP-82 miejscowej baterii i centralnej baterii jest aparatem przenośnym przystosowanym do pracy w łączach telefonicznych za pomocą przewodowych linii łączności w warunkach polowych. Zamontowany jest w skrzynce z pokrywką i zamkiem zatrzaskowym. Wyposażony jest w dynamiczny mikrofon różnicowy, wzmacniacz mikrofonowy i tangentę. Zamiast dzwonka wywoławczego posiada generator akustyczny  Obudowa wykonana jest z tworzywa termoplastycznego, odpornego na udary mechaniczne.

## Budowa telefonu
Aparat składa się z następujących elementów:
- mikrotelefon,
- zaciski liniowe linii,
- przełącznik rodzaju pracy (MB/CB),
- pojemnik na baterie R-20.

## Dane liczbowe
| Dane taktyczno–techniczne           | Dane taktyczno–techniczne |
| ----------------------------------- | ------------------------- |
| Poziom sygnału nadawczego           | od -2 do -8 dB            |
| Poziom sygnału odbiorczego          | od -4 do -10 dB           |
| Tłumienie sygnału lokalnego min.    | 24 dB                     |
| Tłumienie sygnału wywoławczego min. | 80 dB                     |
| Zasilanie zewnętrzne                | 12V                       |
| Zasilanie wewnętrzne                | 3xR20 = 4,5 V             |
| Czas pracy baterii                  | około 120 h               |
| Temperatura pracy                   | od -40 do +50°C           |
| Moc induktora                       | 2,2 W                     |
| Masa                                | 2,8 kg                    |